# روبرت جونز (كاتب)
روبرت جونز (بالإنجليزية: Robert C. Jones)‏ (و. 1936 – م) هو مونتير، وكاتب سيناريو، من الولايات المتحدة الأمريكية، ولد في لوس أنجلوس.

## جوائز وترشيحات
حصل على جوائز منها:
- جائزة إنجاز العمر لمحرري السينما [الإنجليزية]‏ (2014)
- جائزة الأوسكار لأفضل كتابة "سيناريو أصلي"، عن عمل: العودة للديار.

ترشح لـ:
- جائزة الأوسكار لأفضل تحرير فيلم، عن عمل: إنه عالم مجنون مجنون مجنون مجنون
- جائزة الأوسكار لأفضل تحرير فيلم، عن عمل: الاتجاه إلى المجد
- جائزة الأوسكار لأفضل تحرير فيلم، عن عمل: خمن من سيأتي للعشاء
- جائزة الأوسكار لأفضل كتابة "سيناريو أصلي"، عن عمل: العودة للديار.

## وصلات خارجية
- روبرت جونز على موقع IMDb (الإنجليزية)
- روبرت جونز على موقع ألو سيني (الفرنسية)
- روبرت جونز على موقع أول موفي (الإنجليزية)
- روبرت جونز على موقع قاعدة بيانات الأفلام السويدية (السويدية)
- روبرت جونز على موقع قاعدة بيانات الفيلم (الإنجليزية)
- روبرت جونز على موقع كينوبويسك (الروسية)